# Anatoma rainesi
Anatoma rainesi is een slakkensoort uit de familie van de Anatomidae. De wetenschappelijke naam van de soort is voor het eerst geldig gepubliceerd in 2003 door Geiger.